# Ramon Solsona i Sancho
Ramon Solsona i Sancho (Barcelona, 07 de fevereiro de 1950) é um jornalista, escritor e publicitário catalão. Licenciado em Filologia Românica, ele é também professor de ensino médio de licença. Se destaca pelo seu estilo irônico e inúmeras colaborações com mídia impressa e rádio. Ele também foi poeta (satírico) sob o pseudônimo Lo Gaiter del Besòs. 
Seu romance Les hores detingudes ganhou três prêmios literários no mesmo ano e foi traduzido para espanhol e francês. Para a televisão, ele já trabalhou como roteirista das séries Agència de viatges, Estació d'enllaç e El cor de la ciutat, transmitidas pela TV3. Ele é co-autor do hino do centenário do Futbol Club Barcelona (1998), com Antoni Ros-Marbà. No ano de 2010, foi agraciado com o Prêmio Sant Jordi de romance por L'home de la maleta.

## Trabalho publicado

### História curta
- 1991 - Llibreta de vacances
- 2006 - Cementiri de butxaca

### Romance
- 1989 - Figures de calidoscopi
- 1993 - Les hores detingudes
- 1998 - DG
- 1999 - No tornarem mai més
- 2001 - El cor de la ciutat
- 2004 - Línia blava
- 2011 - L'home de la maleta

### Poesia
- 1989 Sac de gemecs

### Não-ficção
- 1995 Ull de bou
- 1995 Ull de vaca
- 2005 A paraules em convides

## Prêmios e Reconhecimentos
- 1994 - Prêmio de la crítica Serra d'Or por  Les hores detingudes
- 1994 - Prêmio Letra de Oro por Les hores detingudes
- 2010 - Prêmio Sant Jordi de novela por L'home de la maleta